# Gugu Mbatha-Raw

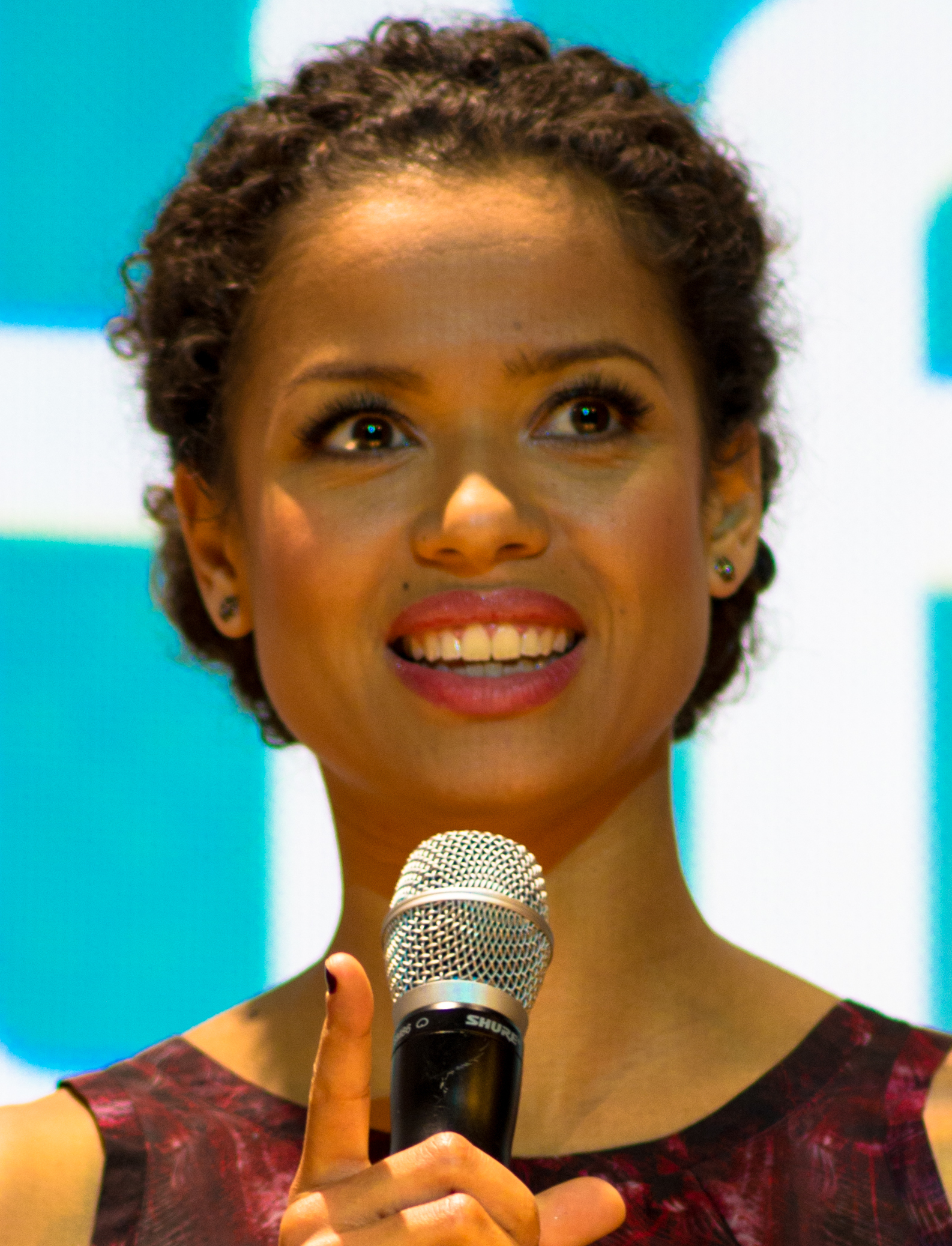
Gugu Mbatha-Raw Belle (2013)

Gugu Mbatha-Raw MBE (* 21. April 1983 in Oxford als Gugulethu Sophia Mbatha) ist eine britische Schauspielerin.

## Leben
Mbatha-Raw wurde 1983 in Oxford als Tochter der Engländerin Anne Raw und des aus Südafrika stammenden Patrick Mbatha geboren und absolvierte von 2001 bis 2004 einen Studiengang an der Royal Academy of Dramatic Art. Ab dem Jahr 2005 folgten erste Auftritte in Fernsehserien und -Filmen sowie am Royal Exchange Theater in Manchester. Unter anderem trat sie in einer Inszenierung von Romeo und Julia an der Seite von Andrew Garfield als Julia auf. Für ihre Darstellung wurde sie für den Manchester Evening News Award for Best Actress nominiert. Im gleichen Jahr trat sie ebenfalls am Royal Exchange als Cleopatra in Antonius und Cleopatra auf.
2010 übernahm Mbatha-Raw die Hauptrolle in der u. a. von J. J. Abrams produzierten Fernsehserie Undercovers, die allerdings schon nach einer Staffel abgesetzt wurde. Es folgte eine kleine Nebenrolle im Film Larry Crowne. 2012 übernahm Mbatha-Raw in der ersten Staffel der Fernsehserie Touch an der Seite von Kiefer Sutherland die weibliche Hauptrolle. In der zweiten Staffel gehörte sie allerdings nicht mehr zur Stammbesetzung.
Im Jahr 2013 übernahm Mbatha-Raw die Hauptrolle der Dido Elizabeth Belle im Film Dido Elizabeth Belle. Hierfür wurde sie u. a. mit dem British Independent Film Award ausgezeichnet. Weitere Film- und einige Fernsehrollen folgten, darunter Auftritte in Erschütternde Wahrheit (2015), Die Schöne und das Biest (2017) und Das Zeiträtsel (2018). In der Fernsehserie Black Mirror übernahm sie 2016 in der viel gelobten Folge San Junipero die Rolle der Kelly. Weitere Film- und Fernsehrollen folgten, darunter in der Serie Loki. Ihr Schaffen umfasst rund 50 Produktionen.
2017 wurde Mbatha-Raw, wegen ihrer Verdienste um das Drama, von Prinz Charles zu einem Mitglied des Order of the British Empire (MBE) ernannt. Außerdem ist sie Botschafterin des UN-Flüchtlingskommissariats.

## Filmografie (Auswahl)
- 2005: Holby City (Fernsehserie, Episode 7x14)
- 2005: Legless (Fernsehfilm)
- 2005: Walk Away and I Stumble (Fernsehfilm)
- 2006: Vital Signs (Fernsehserie, 5 Episoden)
- 2006: Viva Blackpool (Fernsehfilm)
- 2006: Spooks – Im Visier des MI5 (Spooks, Fernsehserie, 9 Episoden)
- 2006: Bad Girls (Fernsehserie, 2 Episoden)
- 2007: Dead Clever: The Life and Crimes of Julie Bottomley (Fernsehfilm)
- 2007: Straightheads
- 2007: Agatha Christie’s Marple (Fernsehserie, Episode 3x02)
- 2007: Doctor Who (Fernsehserie, 4 Episoden)
- 2008: Der Preis des Verbrechens (Trial & Retribution, Fernsehserie, Episode 11x07)
- 2008: Fallout (Fernsehfilm)
- 2008: Bonekickers (Fernsehserie, 6 Episoden)
- 2008: Wenn Jane Austen wüsste (Lost in Austen, Miniserie, 2 Episoden)
- 2009: Act of God
- 2010: Undercovers (Fernsehserie, 13 Episoden)
- 2011: Larry Crowne
- 2012: Touch (Fernsehserie, 13 Episoden)
- 2013: Odd Thomas
- 2013: Dido Elizabeth Belle (Belle)
- 2014: Beyond the Lights
- 2015: Jupiter Ascending
- 2015: Erschütternde Wahrheit (Concussion)
- 2016: Free State of Jones
- 2016: The Whole Truth – Lügenspiel (The Whole Truth)
- 2016: Black Mirror (Fernsehserie, Episode 3x04 San Junipero)
- 2016: Die Erfindung der Wahrheit (Miss Sloane)
- 2016, 2019: Easy (Fernsehserie, 2 Episoden)
- 2017: Die Schöne und das Biest (Beauty and the Beast)
- 2018: The Cloverfield Paradox
- 2018: Das Zeiträtsel (A Wrinkle in Time)
- 2018: Unersetzlich (Irreplaceable You)
- 2018: Fast Color
- 2019: Motherless Brooklyn
- 2019: Der dunkle Kristall: Ära des Widerstands (The Dark Crystal: Age of Resistance, Fernsehserie, 10 Episoden, Stimme)
- 2019: The Morning Show (Fernsehserie, 10 Episoden)
- 2020: Die Magie der Träume (Come Away)
- 2020: Summerland
- 2020: Die Misswahl – Der Beginn einer Revolution (Misbehaviour)
- 2021, 2023: Loki (Fernsehserie, 9 Episoden)
- 2021: The Girl Before (Fernsehserie, 4 Episoden)
- 2022: The Girl in the Water (Surface, Fernsehserie)
- 2024: Lift

## Theater
- 2005: Romeo and Juliet (Royal Exchange in Manchester, als Juliet Capulet)
- 2005:	Antony and Cleopatra	(Royal Exchange in Manchester, als Cleopatra)
- 2008:	Gethsemane (Royal National Theatre, als Monique)
- 2009–2010: Hamlet (Donmar West End and Broadway, als Ophelia)
- 2015: Nell Gwyn (Globe Theatre in London, als Nell Gwynn)